# Heroes Are Calling
Heroes Are Calling är en låt framförd av Smash Into Pieces i Melodifestivalen 2024. Låten som deltog i den första deltävlingen, gick direkt vidare till final.
Låten är skriven av Andreas Lindbergh, Benjamin Jennebo, Chris Adam Hedman Sörbye, Jimmy Thörnfeldt, Joy Deb, Linnea Deb och Per Bergquist.